# Lygia Kraag-Keteldijk
Lygia Kraag-Keteldijk (née le 18 juin 1941), est une femme politique surinamaise. Elle est ministre des Affaires étrangères entre le 1er septembre 2005 et 2010.